# Belur, Badami
Belur là một làng thuộc tehsil Badami, huyện Bagalkot, bang Karnataka, Ấn Độ.